# Lijst van voetbalinterlands Amerikaanse Maagdeneilanden - Turks- en Caicoseilanden
Deze lijst van voetbalinterlands is een overzicht van alle officiële voetbalwedstrijden tussen de nationale teams van de Amerikaanse Maagdeneilanden en de Turks- en Caicoseilanden. De landen speelden tot op heden vier keer tegen elkaar. De eerste ontmoeting, een kwalificatiewedstrijd voor de Caribbean Cup 1999, werd gespeeld in Frederiksted op 26 februari 1999. Het laatste duel, een vriendschappelijke wedstrijd, vond plaats op 13 augustus 2025 in Springdale (Verenigde Staten).

## Wedstrijden
| № | Plaats         | Datum            | Competitie                      | Wedstrijd                              | Uitslag |
| - | -------------- | ---------------- | ------------------------------- | -------------------------------------- | ------- |
| 1 | Frederiksted   | 26 februari 1999 | Caribbean Cup 1999 kwalificatie | Am. Maagdeneil. – Turks- en Caicoseil. | 2 – 2   |
| 2 | Christiansted  | 6 juni 2022      | CONCACAF Nations League 2022/23 | Am. Maagdeneil. − Turks- en Caicoseil. | 3 − 2   |
| 3 | Providenciales | 25 maart 2023    | CONCACA Nations League 2022/23  | Turks- en Caicoseil. − Am. Maagdeneil. | 1 − 0   |
| 4 | Springdale     | 13 augustus 2025 | Vriendschappelijk               | Turks- en Caicoseil. − Am. Maagdeneil. | 1 − 1   |

## Samenvatting
| Competitie                 | Totaal gespeeld | Winst Am. Maagdeneil. | Gelijk | Winst Turks- en Caicoseil. | Doelsaldo Am. Maagdeneil. – Turks- en Caicoseil. |
| -------------------------- | --------------- | --------------------- | ------ | -------------------------- | ------------------------------------------------ |
| CONCACAF Nations League    | 2               | 1                     | 0      | 1                          | 3 − 3                                            |
| Caribbean Cup-kwalificatie | 1               | 0                     | 1      | 0                          | 2 − 2                                            |
| Vriendschappelijk          | 1               | 0                     | 1      | 0                          | 1 − 1                                            |
| Totaal                     | 4               | 1                     | 2      | 1                          | 6 − 6                                            |

Wedstrijden bepaald door strafschoppen worden, in lijn met de FIFA, als een gelijkspel gerekend.